# Диаспор
Диаспо́р (от др.-греч. διασπορά — рассеиваться, рассыпаться) англ.Diaspore, — минерал класса гидроксидов, группы диаспора. Синонимы: зултанит, султанит, танатарит, эмфолит. Распространён довольно широко, но образцы с кристаллами представляют собой ценный коллекционный материал. Редко встречается в виде хорошо образованных кристаллов. Впервые обнаружен у деревни Косой Брод близ Екатеринбурга. Происхождение названия связано со свойством минерала растрескиваться при нагревании. Впервые описан французским минералогом Рене-Жюстом Гаюи в 1801 году.

## Общее описание
Природный оксигидрат глинозёма AlO(OH); содержит 85 % Al2O3 и 15 % H2O, часто примеси окислов железа, хрома, марганца и галлия. Также в природе существует полиморфная модификация с таким же химическим составом — минерал бёмит. Кристаллизуется в ромбической сингонии, образует пластинчатые, иногда столбчатые, реже игольчатые кристаллы. Образует сплошные и зернистые массы. Цвет белый, желтовато- или розовато-белый, зеленовато-серый. Окраска диаспора обусловлена примесями, входящими в его состав. Железо придаёт диаспору желтоватый, бурый, коричневый цвет. Камни с высоким содержанием окиси марганца — розовые или красные. Ионы хрома окрашивают минерал в зелёные тона. Такие разности могут обладать александритовым эффектом. Твёрдость по минералогической шкале — 6,5—7; плотность колеблется в зависимости от содержания примесей от 3,2 до 3,5 г/см³. Черта белая. Очень хрупкий. При прокаливании переходит в α-Al2O3 (корунд).
В основном диаспор сосредоточен в бокситах, где он является рудообразующим минералом совместно с бёмитом и гидраргиллитом. В ассоциации с корундом, пирофиллитом и гиббситом обнаружен в месторождениях наждака, являющихся продуктом метаморфического изменения бокситов. Является одним из главных рудообразующих минералов бокситов — важного сырья для получения глинозёма и огнеупоров. Встречается в метаморфических, гидротермальных и метасоматических месторождениях типа вторичных кварцитов.